# メディセオ
株式会社メディセオは、東京都中央区に本社を置く、医療用医薬品や医療機器等の卸売事業を行う企業で、メディパルホールディングスグループの中枢を担っている。
2009年10月に株式会社クラヤ三星堂（くらやさんせいどう、KURAYA SANSEIDO Inc.）から社名変更した。

## 社名の由来
公式サイトの企業理念の項目を参照のこと。

## 沿革

### 旧・クラヤ三星堂
- 2000年4月 - 主に関東地方を地盤としていたクラヤ薬品、東京医薬品と、近畿地方を地盤としていた三星堂の3社が合併（三星堂を存続会社とし、クラヤ薬品と東京医薬品を吸収合併）。(旧)株式会社クラヤ三星堂を設立。
- 2000年6月 - 平成薬品（愛知県名古屋市）と資本・業務提携。同年9月に同社株式の51%を取得。
- 2000年7月 - 井筒薬品（京都府京都市）の株式51%取得。
- 2000年8月 - チヤク（千葉県千葉市）と資本・業務提携。同年10月に同社株式の51%を取得。
- 2000年10月
  - 平成薬品から愛知県と富山県の営業権を譲受、岐阜県の営業権を平成薬品へ譲渡。
  - 潮田三国堂薬品（茨城県水戸市）の株式50.1%を取得。
- 2000年11月 - エバルス（広島県広島市東区）、アトル（福岡県福岡市博多区）と業務提携。
- 2001年2月 - (旧)千秋薬品（秋田県秋田市）の医薬品卸業を、子会社の東北医薬品販売に承継。東北医薬品販売は(新)千秋薬品に、(旧)千秋薬品はシナップコーポレーション（現・シグマソリューションズ）にそれぞれ商号変更した。
- 2001年4月
  - 子会社のやまひろ（山梨県甲府市）の一般用医薬品の営業を譲受。やまひろは医療用医薬品専業に。
  - 千秋薬品から山形県の営業権を譲受。
  - 白衣メンテナンスリース事業の子会社である株式会社ビジオを設立。
- 2001年8月 - 中央医科器械（東京都杉並区）の医療機器の卸売に関する営業を譲受。
- 2001年10月
  - 臨床検査薬・試薬の販売を行うヒサトモクラヤ株式会社を吸収合併。
  - 井筒薬品から奈良県・大阪府の営業権を譲受、京都府・滋賀県の営業権を井筒薬品へ譲渡。
- 2001年11月 - チヤクの一般用医薬品の営業を譲受。チヤクは医療用医薬品専業に。
- 2002年2月 - 井筒薬品の奈良県・大阪府の医療用医薬品の営業権を譲受。
- 2002年4月
  - 子会社の西田薬品（北海道旭川市）の医療用医薬品の卸売に関する営業を譲受。
  - 井筒薬品から京都府・滋賀県における一般用医薬品の営業権を譲受。井筒薬品は医療用医薬品専業に。
- 2002年10月
  - 千秋薬品から宮城県の営業権を譲受。
  - アトルから東京都と神奈川県の営業権を譲受。
- 2003年3月 - 潮田三国堂薬品を株式交換により完全子会社化。
- 2003年4月
  - 潮田三国堂薬品から福島県の営業権を譲受、茨城県・栃木県・群馬県の営業権を潮田三国堂薬品へ譲渡。
  - 滋賀県・京都府・大阪府・兵庫県・奈良県・和歌山県における動物薬販売を、エバルスの子会社であるエバルスアグロテックに譲渡。
  - 平成薬品から岐阜県・愛知県・三重県における一般用医薬品の営業権を譲受。平成薬品は医療用医薬品専業に。
- 2003年9月 - 井筒薬品、平成薬品を株式交換により完全子会社化。
- 2004年2月 - よんやく（当時は愛媛県伊予郡）、中澤氏家薬業（高知県高知市）との資本業務提携で基本合意。
- 2004年4月
  - 長野県の営業権をやまひろへ譲渡、同時にやまひろはやまひろクラヤ三星堂に商号変更。
  - エバルス、アトルを株式交換により完全子会社化し「メディセオグループ」発足。また、(新)クラヤ三星堂設立の為の準備会社であるクラヤ三星堂分割準備株式会社を設立。
  - 京都府・滋賀県における試薬販売の営業権を井筒薬品へ譲渡。
- 2004年5月 - 中川誠光堂（東京都文京区）を株式交換によって完全子会社化し、医療機器販売事業を強化。
- 2004年7月 - 連結子会社の潮田三国堂薬品から茨城県・栃木県における一般用医薬品の営業権を、同じく連結子会社の千秋薬品から秋田県・青森県における一般用医薬品の営業権をそれぞれ譲受。これにより、潮田三国堂薬品と千秋薬品は医療用医薬品専業となる。
- 2004年10月
  - 医薬品等卸売事業の営業を分割し、事業持株会社となり、（旧）株式会社クラヤ三星堂が株式会社メディセオホールディングスに商号変更。メディセオホールディングスから営業を承継したクラヤ三星堂分割準備が社名変更、（新）株式会社クラヤ三星堂となる。
  - 岡山県と広島県における営業権をエバルスに譲渡。

これ以降の旧クラヤ三星堂→メディセオホールディングスの法人沿革については、「メディパルホールディングス」を参照のこと。

### 新・クラヤ三星堂→メディセオ
- 2004年4月 - （旧）クラヤ三星堂設立が、子会社として設立準備会社であるクラヤ三星堂分割準備株式会社を設立。
- 2004年10月 - メディセオホールディングスから営業を承継したクラヤ三星堂分割準備が、（新）株式会社クラヤ三星堂に商号変更。
- 2005年2月 - 株式会社由利三薬館（兵庫県豊岡市）の営業権を譲受。
- 2005年4月 - 東京都・埼玉県・千葉県・神奈川県における大病院向け医療機器・用具の営業権を中川誠光堂に譲渡。
- 2005年10月 - 大阪府・兵庫県・奈良県における医療機器の営業の内、医療機器病院担当部門が直接、営業を行うお得意様医療機関の営業をメディセオメディカル（中川誠光堂が同年7月に商号変更。現在のMMコーポレーション）へ譲渡。
- 2006年1月 - チヤクを吸収合併。
- 2006年4月 - 富山県・石川県・福井県の営業権を井筒薬品に譲渡。同日に井筒薬品は井筒クラヤ三星堂に商号変更（なお、潮田三国堂薬品も同時に潮田クラヤ三星堂に商号変更）。
- 2006年10月 - 一般用医薬品卸事業をパルタック（現 PALTAC）に譲渡。クラヤ三星堂は医療用医薬品卸専業に。
- 2007年10月 - 当社の子会社で、医薬分業コンサルタント事業を営む本郷薬品を、吸収分割によりメディセオ・パルタックホールディングスへ譲渡。譲渡後、本郷薬品はメディセオ・パルタックホールディングスへ吸収合併。
- 2009年10月 - メディセオ・パルタックホールディングスの医療用医薬品卸売事業を譲受（メディセオ・パルタックホールディングスはメディパルホールディングスに商号変更）。同時に、千秋薬品・潮田クラヤ三星堂・やまひろクラヤ三星堂・平成薬品・井筒クラヤ三星堂の5社を吸収合併し、株式会社メディセオに商号変更。
- 2021年1月 - PMS（=Post Marketing Surveillance）事業を吸収分割によりグループ会社のファルフィールドへ承継[2]。

## 医薬品卸再編とメディセオ
医薬品卸の再編成の始まりは、昭和40年代の「現金添付販売」（現在は違法）であった。大型卸は対応ではきたが中小の卸では経営が行き詰まり「医薬品製造メーカー」が「卸の救済」と「メーカーの債権保全」の為に合併を進めた。その為各卸には、メーカーの資本が入りメーカー系列卸が誕生する。武田薬品・塩野義製薬・田辺製薬・三共・大正製薬系列が多数全国に存在するようになる。
武田薬品は、医家向け製品の売上高がトップであり販売力は他の製薬会社を圧倒していた。各地域のトップ卸は大方武田薬品系（武田製品を主力に販売することを基本方針としている武田薬品の重点取引卸）であった。その為「三共」「塩野義製薬」「田辺製薬」は対抗上、その地区のシェア二番目、三番目の卸に資本を投資、又派遣社員を出向させる方法で重点卸に仕上げることも多かった。この傾向は、関西地区から始まり全国に波及していく。販売力の弱い卸は、同系列の卸に「卸部門」を譲渡したり、また廃業したりして自然と淘汰され、残った卸はメーカー系列色を強めていった。
その後、しばらくは比較的安定した経営環境が維持されてきていたが、度重なる薬価の大幅な引き下げに加えて、平成4年にメーカーによる事後値引補償による実質的な再販売価格維持の禁止をメインにした「建値制」が実行され、価格決定権がメーカーから卸に移行したことで、医薬品卸各社のシェア競争激化から収益は急激に悪化し、再び業界は激しい合従連衡の波に揉まれだすことになった。建値制以前は同じ地区同士でのM&Aが中心であったが、建値制以後は商圏域の違う系列卸どうしで合併・業務提携が進み、首都圏・近畿圏の大手卸は、その中でその規模の大きさを武器に中心的な存在感を強めていった。
その渦中でも、武田薬品の取引最大手であり、当時首都圏のトップ卸であったクラヤ薬品と武田薬品、取引全国2位で近畿圏のトップであった三星堂、首都圏を基盤として武田薬品の100%子会社であった東京医薬品の3社合併による2000年のクラヤ三星堂の誕生は、業界全体に驚きを持って受け止められると同時に新たな時代の到来を予感させる一大事件であった。3社はいずれも武田薬品を主力とした卸であったため、この再編の背後には武田薬品の意向が色濃く反映されているであろうことが容易に想像された。これまで販売面でクラヤ薬品や三星堂をはじめとする系列卸を市場で競争させることを自社の売上高増大、発展に繋げてきた武田薬品が考え方を方向転換したと受け止められたことも、この合併をエポックメイキングなものと感じさせる要因となった。この合併によりクラヤ三星堂が売上規模で全国首位であったスズケンを抜き、全国トップ卸の座を手中にしたことを契機に、日本国内医薬品流通はクラヤ三星堂・福神・スズケン・東邦薬品の国内大手4社を中心とした全国規模での大再編へと大きく進み始めることになったのである。
その後、クラヤ三星堂を中核とし、持株会社として発足したメディセオホールディングス（現・メディパルホールディングス）は、全国各地区の武田薬品と関係の深い卸を傘下に収め、国内最大の医薬品卸売企業の地位を磐石にした。2005年10月には、一般用医薬品・日用雑貨卸のパルタック（現・PALTAC）と提携する道へ進み、医薬品卸は業種を超えて新たな業態を求める方向へ進み始めた。
そして、2009年10月にはグループ内の再編により、千秋薬品・潮田クラヤ三星堂・クラヤ三星堂・やまひろクラヤ三星堂・平成薬品・井筒クラヤ三星堂の6社が統合し、メディセオとなった。今後も、流通の効率化を目的に他業種・業界との提携、再編をも含めた活路を模索する動きは続いていくと予想されている。
なお、当社の親会社であるメディパルホールディングスは発足当初、武田薬品が引き続き筆頭株主で、同業他社も出資していたが、2022年9月時点では日本マスタートラスト信託銀行が筆頭株主となり、大株主のうち、信託銀行を除く企業による出資が続いているのは小林製薬のみとなっている。

## 営業地域
当社は北海道・東北・関東・中部・関西地区の広域を担当する。なお、中国・四国・九州・沖縄地区については、グループ会社やメディパルHDと資本・業務提携を行っている会社（エバルス・アトル・四国薬業など）が担当する。